# Neomochtherus schistaceus
Neomochtherus schistaceus är en tvåvingeart som först beskrevs av Becker 1908.  Neomochtherus schistaceus ingår i släktet Neomochtherus och familjen rovflugor.
Artens utbredningsområde är Kanarieöarna. Inga underarter finns listade i Catalogue of Life.